# Mobile Trennwand

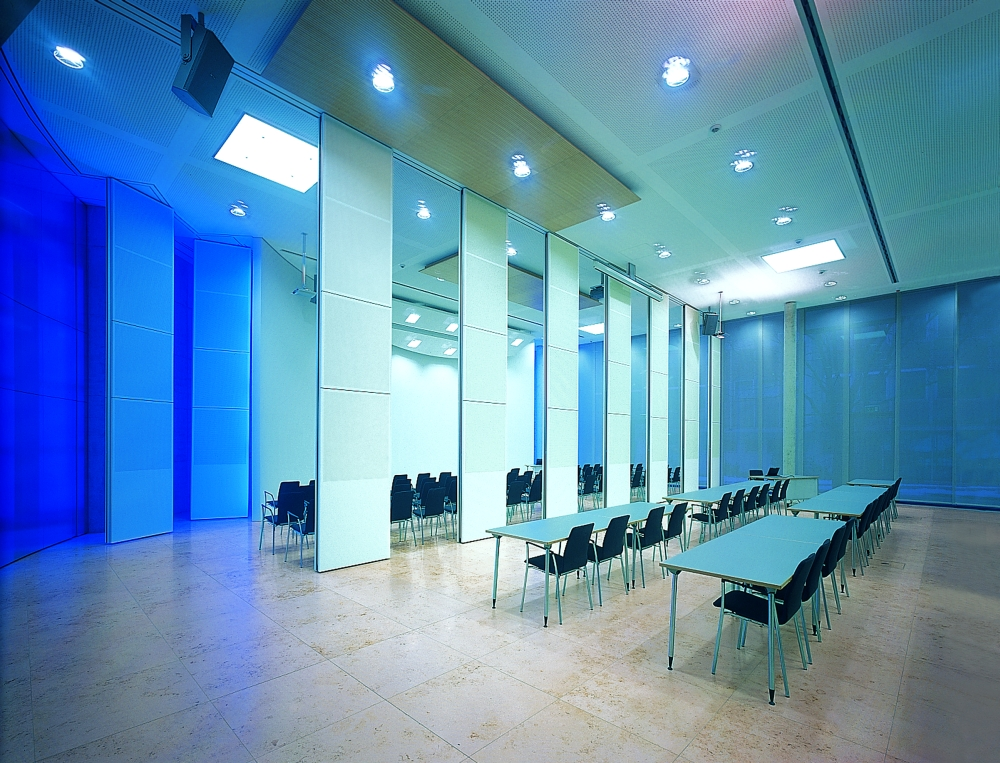
Segmente einer mobilen Trennwand werden an Schienen herein gefahren

Eine mobile Trennwand ist eine bewegliche, raumhohe Wand, mit der ein Raum vorübergehend in kleinere Räume unterteilt wird, die dann gleichzeitig genutzt werden können. Wenn die mobile Trennwand nicht im Einsatz ist, kann der Raum als ein großer Raum genutzt werden. Die nicht zur Raumteilung benutzte Trennwand wird dann an einem dafür vorgesehenen Ort verstaut. Aus der gleichzeitigen Nutzung der abgetrennten Räume ergeben sich Anforderungen an Sichtschutz und Schalldämmung der mobilen Trennwand. Mobile Trennwände, die aus Standard-Modulen bestehen, werden auch Raumtrennsystem genannt.

## Anwendung
Mobile Trennwände werden eingesetzt zur flexiblen Teilung von:
- Konferenzräumen in Hotels, Bürogebäuden, Kongresszentren und Verwaltungsgebäuden
- Gasträumen in Restaurants und Hotels (Räume, die ständig zur Bewirtung von Gästen genutzt werden, die Bankett-Abteilung eines Hotels nutzt zeitweise auch große Säle zur Bewirtung, die sonst Konferenzen dienen)
- Unterrichtsräumen in Schulen und Universitäten (kleinere Kapazität, ebene Bodenfläche)
- Hörsälen in Hochschulen und Forschungsinstituten (große Kapazität, ansteigende Bodenfläche)
- Turnhallen, Zweifeld- und Dreifeldhalle können so aufgeteilt werden
- Andachts- und Versammlungsräumen in Kirchen und anderen Sakralbauten
- Verkaufsräumen in Einkaufszentren, Kaufhäusern und anderen Einzelhandelsflächen
- Räumen in Wohngebäuden

Mobile Trennwände gelten fast immer als leichte, nicht tragende Trennwände im Sinne der Norm DIN EN 1991 (früher DIN 1055-3). Bei der Tragwerksplanung wird die Belastung einer Decke durch eine solche Trennwand normalerweise als Linienlast berücksichtigt. Je nach Befestigung der Trennwand wirkt diese Last auf die Decke (hängend geführte Trennwand) oder auf den Boden (stehend geführte Trennwand) des Raumes. Unter bestimmten Voraussetzungen kann die Belastung der Decke durch die Trennwand vereinfachend als gleichförmig verteilte Flächenlast angesetzt werden, die dann einen Zuschlag zur Nutzlast der Decke darstellt.

## Arten von mobilen Trennwänden

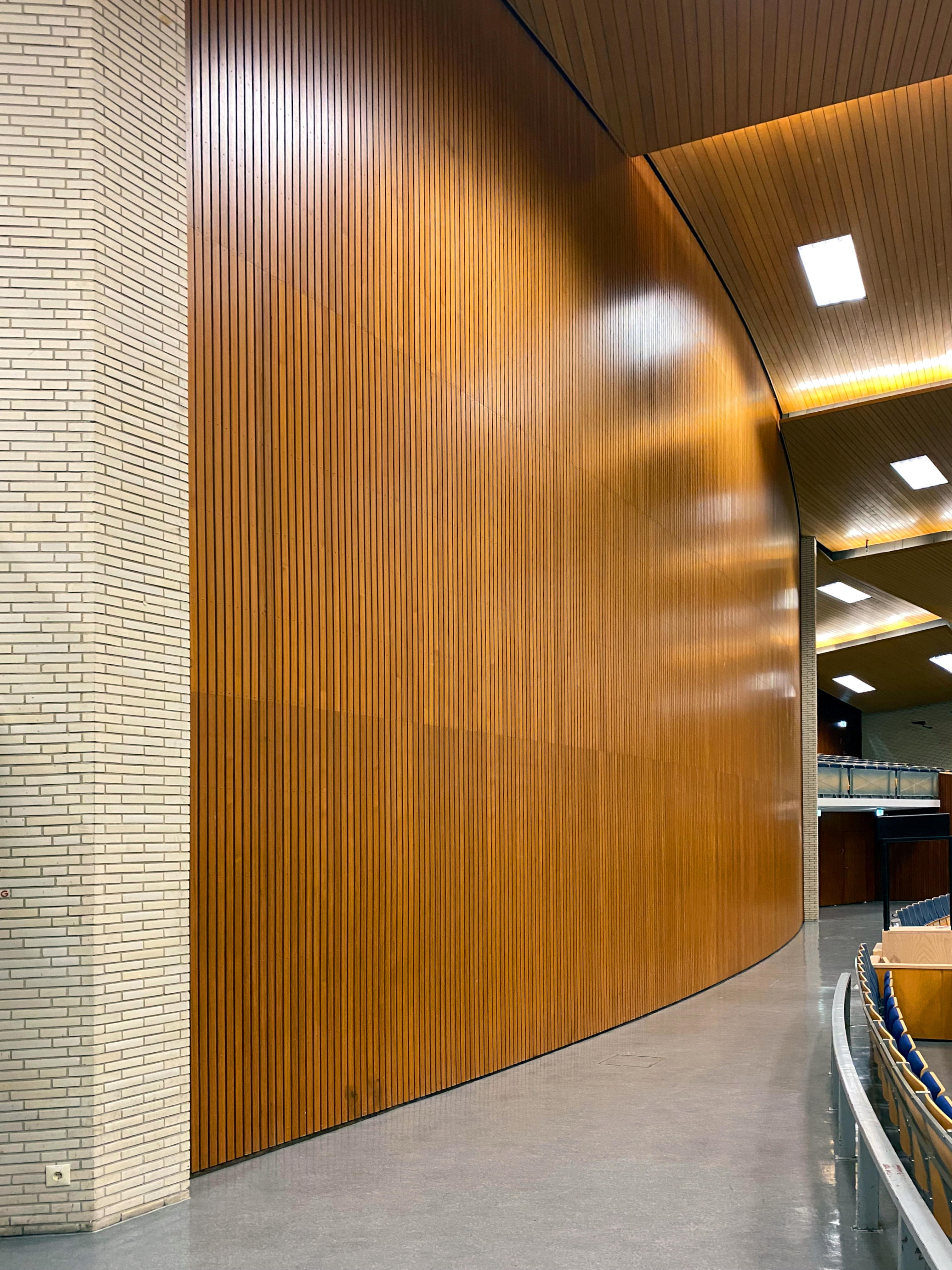
Hubwand aus einem Stück im Audimax der Universität Hamburg

Neben der Anwendung und den Maßen können mobile Trennwände nach verschiedenen Kriterien unterschieden werden:
- Segmentierung:
  - Geteilt – die Trennwand ist in mehrere Segmente geteilt, und wird erst bei Einsatz zur Raumtrennung zusammengefügt
  - Ungeteilt – die Trennwand besteht aus einem Teil
- Ausfahrart
  - Getrennte Segmente – beim Verstauen und Ausfahren sind die Segmente physisch voneinander getrennt
  - Akkordeon, gefaltet – beim Verstauen und Ausfahren sind die Segmente an Scharnieren miteinander verbunden
  - Teleskop – beim Verstauen und Ausfahren sind die Segmente seitlich miteinander in Kontakt, und werden parallel ausgefahren
- Ausfahr-Richtung und Lage des Stauraums:
  - Horizontal – die Trennwand bzw. Trennwand-Segmente werden aus einem Stauraum auf Ebene des zu trennenden Raums seitlich herausgefahren
  - Vertikal von oben – die Trennwand bzw. Trennwand-Segmente werden aus einem Stauraum oberhalb des Deckenniveaus des zu trennenden Raums heruntergefahren
  - Vertikal von unten, Hubwand – die Trennwand bzw. Trennwand-Segmente werden aus einem Stauraum unterhalb des Bodenniveaus des zu trennenden Raums hochgefahren
- Antriebsart:
  - Manuell – die Trennwand wird durch Verschieben oder mittels Kurbel bewegt
  - Mechanisch – die Trennwand wird mit Antriebskraft bewegt, entweder mit elektrischen Motoren oder hydraulisch

Eine „spanische Wand“ dient ausschließlich dem Sichtschutz und hat den Vorteil der leichten Versetzbarkeit. Spanische Wände sind üblicherweise nicht raumhoch und bieten keine akustische Trennung und werden daher nicht als mobile Trennwände im heutigen Sinn betrachtet. Gleiches gilt für Vorhänge, die zwar leicht raumhoch sein können, aber kaum akustische Trennung bieten.
Schiebetüren sind durch Schienen oder Rollen geführt und bieten eine deutlich bessere Schalldämmung als spanische Wände. Ganz überwiegend sind Schiebetüren aber keine raumhohen Systeme. Weiter öffnen Schiebetüren meist nur die Hälfte einer Wand, weil sie im eingefahrenen Zustand entsprechende Wandbreite zum Verstauen benötigen. Wenn auch die Übergänge fließend sind, so sind Schiebetüren doch keine mobilen Wände, sondern eben Türen.

## Anforderungen und Aufbau

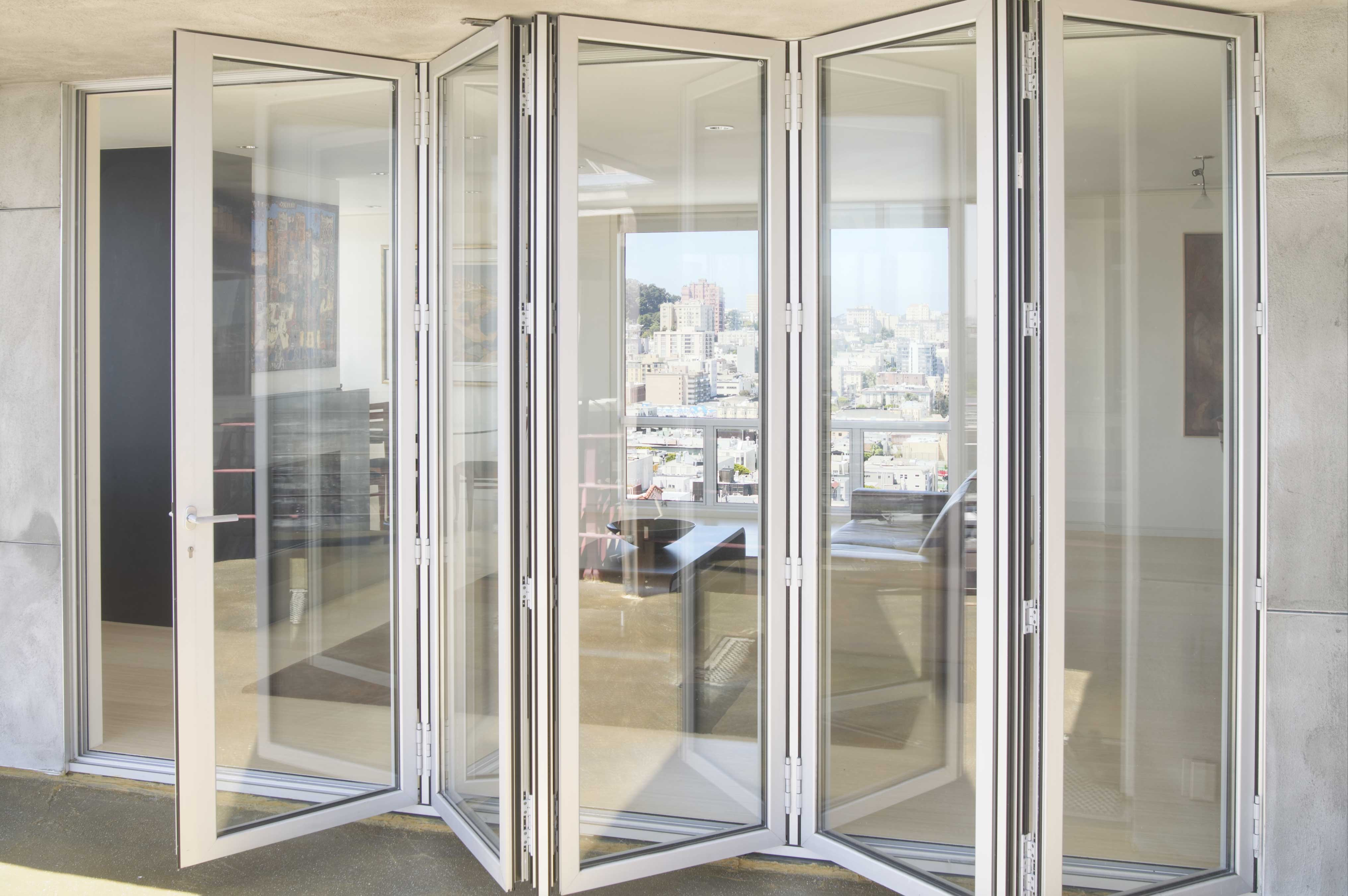
Mobile Trennwand aus Glas im Übergang zum Außenbereich (Faltwand)

Aus der gleichzeitigen Nutzung der abgetrennten Räume ergeben sich hohe Anforderungen an die Schalldämmung der mobilen Trennwand. Der geforderte Schallschutz variiert je nach Anwendung. Während bei der Abtrennung einer Turnhalle Nebengeräusche vom benachbarten Spielfeld nicht wesentlich stören, ist dies bei einem getrennten Auditorium anders: Wenn in einem Hörsaal das gesprochene Wort verständlich bleiben muss, während im abgetrennten Nachbar-Hörsaal ein Video mit Klang gezeigt wird, werden hohe Dämmwerte erforderlich. Bei Trennwänden hat sich die mehrschalige Bauweise durchgesetzt, die einen guten schalldämmenden Effekt erzielt, ohne dass Gewicht und Dicke der Wand zu hoch werden.
Der Sichtschutz ist bei raumhohen Trennwänden leicht zu erfüllen. Im Gegenteil werden für bestimmte Anwendungen jedoch transparente Flächen in den Schiebewänden gefordert, damit abgetrennte Räume besser belichtet werden. Dafür gibt es Elemente mit Glaseinsätzen, die dann allerdings den Schallschutz erschweren.
Mobile Trennwände haben heute fast immer einen sogenannten Elementaufbau, der individuelle – je nach Räumlichkeit – Höhenschnitte und Elementschnitte hat, die z. B. auch Türelemente und Glasausschnitte beinhalten können. Die Anschlüsse werden ebenfalls individuell angepasst, ebenso wie die Laufschienen und die Deckenbefestigung.
Die Pflege und Wartung bei mobilen Trennwänden konzentriert sich besonders auf die Dichtungen und Anschlüsse zwischen den Segmenten, die neben der Funktionsfähigkeit des Systems einen großen Einfluss auf die Schalldämmung haben.